# Bernard Anselme
Bernard Anselme (ur. 3 listopada 1945 w Mouscron) – belgijski i waloński polityk oraz samorządowiec, działacz Partii Socjalistycznej, minister w rządzie federalnym i regionalnym, w latach 1988–1992 premier Regionu Walońskiego, od 1992 do 1993 minister-prezydent wspólnoty francuskiej Belgii.

## Życiorys
Ukończył szkołę średnią w Namurze, następnie studiował administrację, dyplomację i nauki polityczne na Université Libre de Bruxelles, uzyskując dyplom w 1968. Od czasów studenckich działał w powiązanym z socjalistami związku zawodowym ABVV/FGTB, pełnił funkcję zastępcy sekretarza (1964–1968), sekretarza (1968) i prezesa (1968–1970) tej organizacji. Działał w Belgijskiej Partii Socjalistycznej, a po jej podziale z 1978 w walońskiej PS.
Działalność polityczną rozpoczynał na stanowiskach doradczych. W 1977 został po raz pierwszy wybrany do Izby Reprezentantów z Namuru, mandat poselski wykonywał do 1995. W latach 1979–1980 był sekretarzem stanu do spraw Walonii w rządach Wilfrieda Martensa. W latach 1982–1988 był sekretarzem rady do spraw kultury wspólnoty francuskiej. Wchodził również w skład rady regionalnej Walonii (1980–1985) i regionalnego parlamentu (1995, 1999–2000).
Od maja 1988 do stycznia 1992 sprawował urząd premiera Regionu Walońskiego, a od stycznia 1992 do maja 1993 pełnił funkcję ministra-prezydenta wspólnoty francuskiej. Następnie do 1994 był ministrem spraw społecznych w rządzie federalnym, którym kierował Jean-Luc Dehaene. W latach 1994–1999 zajmował stanowisko ministra spraw wewnętrznych Walonii. W 2001 powołany na burmistrza Namuru. Funkcję tę pełnił do 2006. Od 1983 do 2012 zasiadał w radzie miejskiej tej miejscowości.